# Мечеть Деф Султан
Мечеть Деф Султан (арм. Դեֆ սուլթանի մզկիթ) — разрушенная шиитская мечеть в Ереване.

## История
Была построена после 1515 года. Мечеть упоминается в дневниковых записях французского путешественника XVII века Жана-Батиста Шардена как полуразрушенная мечеть, рядом с церковью св. Саргиса и большим рынком. Предположительно, она была разрушена в результате землетрясения 1679 года. По мнению историков и картографов, в 1766 году на этом же месте была построена Голубая мечеть Гусейн Али-хана.